# Adolfo A. Buylla
Adolfo Álvarez-Buylla y González-Alegre (Oviedo, 1 de diciembre de 1850-Madrid, 27 de octubre de 1927) fue un sociólogo, pedagogo, jurista y catedrático español de influencia krausista. Fue miembro del Grupo de Oviedo.

## Biografía
Nacido el 1 de diciembre de 1850 en Oviedo. Cursó una licenciatura de derecho en la Universidad de Oviedo, doctorándose en la Universidad Central. Posteriormente estudió la licenciatura de Filosofía y Letras en la Universidad Central, cursando estudios de doctorado en la Universidad de Salamanca.
Ingresó como miembro numerario (medalla 29) en la Real Academia de Ciencias Morales y Políticas en 1917 con la lectura el 25 de marzo de La reforma social en España, respondido por Rafael Altamira. Desempeñó el cargo de presidente del Ateneo de Madrid.
Falleció el 27 de octubre de 1927 en su domicilio del número 32 de la madrileña calle de Castelló.

## Obras
- —— (1894) Economía, por Neumann, Kleinwaechter, Wagner, Mithof y Lexis.[7]
- —— (1905) El Obrero y las leyes.[8]
- —— (1910) La protección del obrero. Acción social y acción política.[9]
- —— (1909) ¿Socialismo o socialismos?.[10]
- —— (1909) El contrato de trabajo.[10]
- —— (1910) La protección del obrero.[10]
- —— (1911) La política financiera de Lloyd George[10]
- —— (1912) ¿Saint-Simon, socialista?[10]
- —— (1914) La obra social en España.[10]